# Taufbecken des Fürsten Višeslav

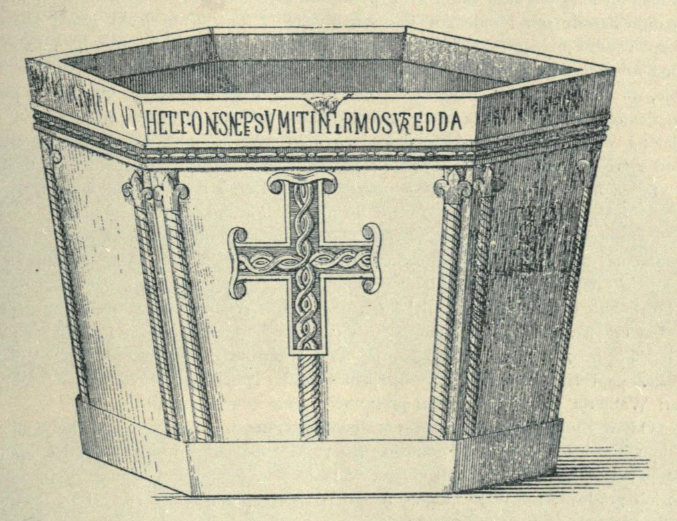
Zeichnung des Taufbeckens (1889)

Das Taufbecken des Fürsten Višeslav ist ein Taufbecken von historisch-kultureller Bedeutung für Kroatien. Seine Inschrift erwähnt zum ersten Mal einen kroatischen Herrscher, den Fürsten Višeslav. Ursprünglicher Standort des Taufbeckens war das Baptisterium (Kapelle des hl. Johannes des Täufers) neben dem Dom von Nin, der ersten Residenzstadt kroatisch-dalmatinischer Fürsten.
Das Taufbecken entstand somit höchstwahrscheinlich nach der Gründung (ca. 864–867) des Bistums von Nin und spätestens vor Ende des 10. Jahrhunderts, also in der Zeit der Christianisierung der Kroaten. Der kroatische Historiker Ljubo Karaman kam daher zu dem Schluss „es sei nicht zu kühn zu vermuten, dass ebendieser Taufstein bei der Taufe der kroatischen Herrscher gedient hat“. Des Weiteren ist es ein bedeutendes Kunstwerk und Zeugnis für die Verwendung des Kroatischen Flechtwerks.

## Geschichte
Aus dem handschriftlichen Bericht des Notars Ivan Sorari (1773–1847) aus Zadar aus dem Jahr 1793, als man die Reste des Baptisteriums von Nin noch in situ sehen konnte, sowie durch Ausgrabungen im Jahr 1910 weiß man, dass das Baptisterium einen Vierblattgrundriss und eine Kuppel hatte. In der Mitte des Baptisteriums stand das Taufbecken, zu dem man über fünf Stufen hinabsteigen musste.
Im Jahr 1742 wurde das zuletzt als Begräbnisstätte dienende Baptisterium abgerissen und das Taufbecken abgebaut, um eine Verbreiterung der Sakristei des Domes zu ermöglichen. Im Jahr 1853 wurde das Taufbecken im Kapuzinerkloster Il Redentore in Venedig gefunden und dann im Museo Civico Correr ausgestellt. Im Jahr 1942 übergab Italien das Taufbecken an seinen damaligen politischen Verbündeten, den sogenannten Unabhängigen Staat Kroatien. Das Taufbecken stand von da an, bis weit nach dem Zweiten Weltkrieg, im Atrium des Palastes der Kroatischen Akademie der Wissenschaften und Künste in der kroatischen Hauptstadt Zagreb. Heute steht das Taufbecken in der kroatischen Hafenstadt Split, im Museum für Archäologische Denkmäler Kroatiens.

## Form und Maße
Das Taufbecken ist aus einem einzigen Stück Marmor gemeißelt und hat eine sechseckige Form. In einer Nebenseite ist ein (heute verschlossenes) unregelmäßiges Loch, durch das wahrscheinlich Wasser eingelassen wurde. Die Bodenmitte hat ein rundes Loch für den Wasserabfluss. Oben am Saum der Öffnung sind einige Löcher, die Eisenreste enthalten. Möglicherweise sind es die Reste einer Befestigung für einen Deckel oder ein Geländer und vermutlich stammen sie nicht aus der Entstehungszeit des Beckens.
Die Höhe beträgt 88 cm, der Durchmesser der Öffnung 136 cm, die Tiefe im Innern 76 cm und die Seitenbreite ca. 70 cm.

## Dekoration
Jede der sechs Seiten, ausgenommen die hintere, ist links und rechts durch ein mit Schrägfurchen versehenes, wie von einer Schnur umwickeltes Reliefsäulchen mit einer einfachen Basis und einem Kapitell mit zwei Seitenvoluten eingerahmt. Diese Säulchen tragen einen einfach profilierten Architrav, auf dem als Schmuck nur ein Astragal zu finden ist.
Auf der vorderen zentralen Fläche befindet sich ein Reliefkreuz im Stil eines Vortragekreuzes. Der obere und die beiden Seitenschenkel tragen an ihren Enden je zwei Voluten, die dem unteren Schenkel fehlen. Die Schenkelflächen sind mit dem Kroatischen Flechtwerk ausgefüllt. Der untere, längere Schenkel steht auf einem ebenfalls mit Schrägfurchen versehenen, wie von einer Schnur umwickelten Fuß, der sich verjüngt.

## Inschrift
Der Architrav, der gleichzeitig auch den Saum der Öffnung bildet, trägt die lateinische Inschrift:
+ HEC FONS NEMPE SVMIT INFIRMOS VT REDDAT
ILLVMINATOS · HIC EXPIANT SCELERA SVA QVOD
DE PRIMO SVMPSERVNT PARENTE · VT EFFICIANTV
R XPISTICOLE SALVBRITER CONFITENDO TRINVM PER
HENNE · HOC IOHANNES PRESBITER SVB TEMPORE VVISSAS
CLAVO DVCI OPVS BENE COMPOSVIT DEVOTE
Auf der fünften Seite des Taufbeckens, das heißt unter der fünften Zeile, steht:
IN HONORE VIDELICET SANCTI
Die sechste Seite trägt das Ende der Inschrift in zwei Zeilen:
IOHANNIS BAPTISTE, VT INTERCEDAT PRO EO
CLIENTVLOQVE SVO
Die Inschrift ist in einer regelmäßigen Capitalis rustica gemeißelt und die Höhe der Buchstaben variiert dabei zwischen 6,0 und 6,5 cm. Der Steinmetz verwendete dabei eine große Anzahl Ligaturen, Kontraktionen, Suspensionen, das Abkürzungszeichen für TRINVM (Dreieinigkeit) und das besondere Zeichen für den Wortbestandteil PER im Wort PERHENNE (ewige).
Die deutsche Übersetzung der Inschrift lautet:
Diese Quelle nimmt die Schwachen auf, um sie als Erleuchtete zurückzugeben. Hier sühnen sie die Missetaten, die sie vom ersten Vater übernommen haben, damit sie Christi Anhänger werden, heilsam bezeugend die ewige Dreieinigkeit. Dieses Werk hat in Demut schön angefertigt der Priester Johann in der Zeit des Fürsten Višeslav, und zwar zur Ehre des heiligen Johannes des Täufers, damit er sein und seines Schützlings Fürsprecher werde.
Die Römisch-katholische Kirche in Kroatien meint zur Inschrift am „glänzenden Denkmal und Symbol der Taufe unserer kroatischen Vorahnen“:

„Als Presbyter Ivan – erwähnt in der Inschrift – den Text verfassen sollte, der in den beschränkten vorgesehenen Raum am Taufbecken eingemeisselt werden sollte, war er genötigt, aus der umfangreichen christlichen Lehre von der Taufe nur das auszuwählen, was er, und überhaupt unser damaliges Milieu, für das Bedeutsamste und Wichtigste vom Geheimnis der Taufe hielt, damit es dann durch die Inschrift im Stein ständig vor Augen derer sei, die in diesem Taufbecken getauft wurden. Deshalb kann uns die Inschrift als treffliches Zeugnis dafür dienen, wie unsere Ahnen die hl. Taufe aufgefasst und was sie in der Taufe für wesentlich gehalten haben. […] unser Denkmal schreit sozusagen – um uns bildlich auszudrücken – dass mit der Taufe der lebendige persönliche Glaube verbunden ist; […]“

## Sonstiges

Wappen des Erzbischofs von Zadar Želimir Puljić, mit dem stilisierten Kreuz des Taufbeckens

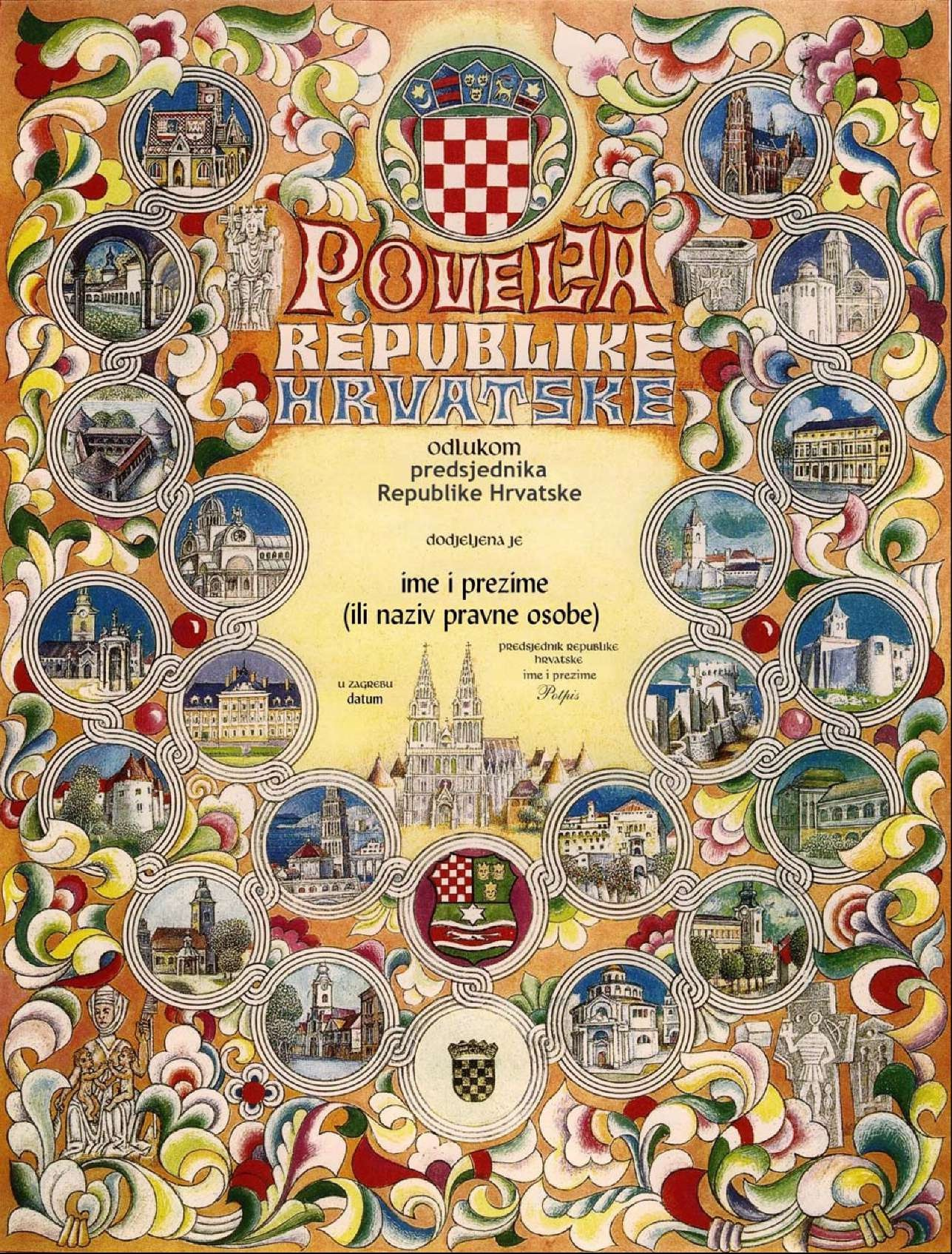
Staatliche Verleihungsurkunde mit dem Taufbecken (rechts vom Titel, 2009)

Das auf dem Taufbecken abgebildete Kreuz enthält das Kroatische Flechtwerk und wird daher als „Kroatisches Kreuz“ (Hrvatski križ) bezeichnet. Es steht als nationales Symbol unter anderem für den Glauben, das Kunstschaffen und die Geschichte Kroatiens.
Es wird daher in Kroatien von kirchlichen Einrichtungen, aber auch als allgemeines nationales Symbol verwendet. So findet es sich auf offiziellen Verleihungsurkunden der Republik Kroatien oder man kann man das Kreuz auch als Halsschmuck oder Wanddekoration erwerben.